# Yaviteró
Yaviteró, pleme američkih Indijanaca porodice Arawakan iz Venezuele. Yaviteri su bili najsrodniji grupi Baníwa do Içana, govorili su istoimenim jezikom yavitero ili paraene (yavitano, pareni). Posljednji govornik umro je 1984.